# Áurea de Óstia
Áurea, Aura ou Crise (Chryse em grego clássico; "garota dourada") é uma santa venerada como padroeira de Óstia em 20 de maio (com menção a Óstia) ou 22 de agosto (com menção ao Porto Romano), segundo o Martirológio Jeronimiano, ou 24 de agosto, de acordo com sua Paixão.

## Veneração
A vida de Áurea foi descrita em seus Atos, cujo texto é tido como falso, embora seja vista como genuína mártir de culto precoce em Óstia, nas cercanias de Roma. A ela foi dedicada igreja em Óstia que os papas Sérgio I (r. 687–701), Leão III (r. 795–816) e Leão IV (r. 847–855) restauraram e que foi reedificada no século XV quando o arquiteto Baccio Pontelli (1450–1492) construiu um castelo e a incluiu em muros defensivos. Um fragmento de uma inscrição cristão que faz referência a Áurea foi redescoberta perto dali em 1981 e depois abrigada no castelo e nela se lê CHRYSE HIC DORM[IT] (Crise jaz aqui). Uma coluna de mármore, talvez do século V, foi descoberta em 1950 perto da igreja e nela se lê S.AVR (Santa Áurea).
Sua primeira igreja pode ter sido construída no século V. Em 1430, suas relíquias foram removidas da urna e levadas para Roma, junto às de Mônica. Depois, no século XVIII, foram levados para Albano Lacial (perto de Castelo Gandolfo), à capela da ordem das Irmãs Oblatas de Jesus e Maria. Uma grande pintura do martírio na abside da igreja de Óstia foi feita no século XVII por Andrea Sacchi. Também ha tais cenas feitas no século XIV por Filippo Vanni na Igreja dos Santos Domingos e Sisto em Roma. Áurea é comumente representada na arte como uma mulher atirada ao mar com um mó atado ao pescoço.

## Vida

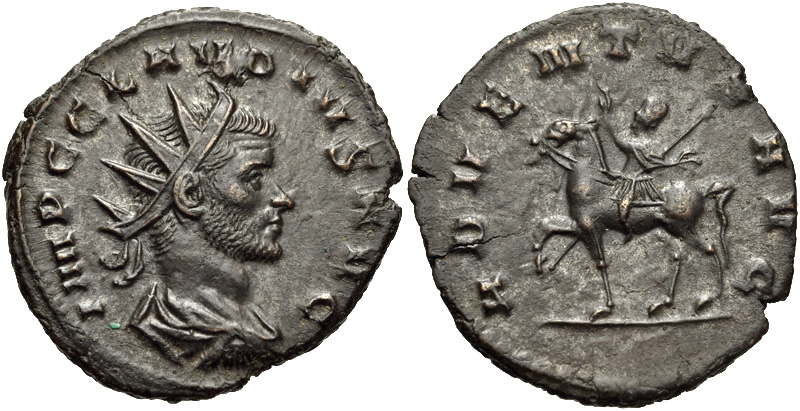
Antoniniano de r.

Segundo seus Atos, no reinado do imperador Cláudio II (r. 268–270), quando o vigário Úlpio Rômulo estava no comando, grande perseguição aos cristãos foi feita. Nesse tempo vivia em Óstia uma moça chamada Áurea, de alegada ascendência régia, que já havia sofrido muita perseguição. Havia sido condenada e vivia numa pequena propriedade que possuía, com homens tementes a Deus e mulheres santas. Visitou o aprisionado Censorino diariamente, dia e noite, e cuidou de seu sustento. Ela limpou as correntes dele com as próprias mãos e lavou seus olhos e rosto. Ali, Áurea também conviveu com o diácono Arquelau e o presbítero Máximo, que ao operar milagres convenceu 16 soldados romanos (Félix, Máximo, Taurino, Herculano, Nevino, Historacino, Mena, Comódio, Hérmis, Mauro, Eusébio, Rústico, Monáxio, Armandino, Olímpio, Eipro e Teodoro) a se converterem, com o bispo Quiríaco ungindo-os. Pouco depois, Quiríaco, Máximo e Áurea passaram próximo de um sapateiro, cujo filho Faustino, de apenas 10 anos, faleceu. Máximo o convenceu a se converter e Quiríaco, mediante orações, fez Faustino ressuscitar. Áurea então tomou o garoto sob seus cuidados. Cláudio foi informado do episódio e disse a Úlpio Rômulo:
| “ | Isso só pode ter sido feito através da magia [...] Segure a sacrílega Áurea em cheque através da punição. Encobriu sua descendência real, e deseja viver permanentemente com práticas mágicas. Se tiver sacrificado aos deuses e deusas e confiadas neles, então viverá e minha acusação será retirada. Por outro lado, os que se descobrir que participaram dessa associação serão punidos e torturados de imediato. | ” |

Úlpio Rômulo foi até Óstia e ordenou que todos os santos fossem colocados sob custódia. Levantando-se ao alvorecer, ordenou que Áurea fosse levada diante dele e disse: "Que predileção louca por magia permeia você? Qual necessidade fez você desperdiçar sua majestade real e obscurecer sua ilustre linhagem?" E Áurea respondeu: "Anuviei demônios e abandonei ídolos feitos pelo homem e sem valor, e reconheci o único Deus vivo, o verdadeiro, e Jesus Cristo, nosso Deus, seu Filho, que virá julgar vivos e mortos, e condenar o diabo, seu pai, que, junto com Cláudio, te segura na escuridão". Rômulo disse: "Você tem louco desejo por magia! Desista dessas falsas crenças e concentre-se em sua nobreza!" Áurea soprou na face do vigário e disse: "Seu pobre homem! Se conhecesse a Deus, criador do céu e terra, sua boca não pronunciaria tais blasfêmias". Mas Rômulo, enfurecido, ordenou que fosse fixada ao cavalo de madeira. E enquanto esticavam seus tendões com força, ela disse, com alegria: "Eu te agradeço Senhor Jesus Cristo, que considerou digno de me levantar do submundo para os elevados céus". E Rômulo disse: "Onde está ele, seu Cristo, que de acordo com você vai libertá-la!" A abençoada Áurea respondeu: "Não sou digna, mas Aquele que considerou digno de me levar para longe da obscuridade do mundo, tem o poder de destruir você e Cláudio". E quando ela disse isso, o cavalo de madeira se quebrou em pedaços. Quando ela foi retirada do aparelho ele ordenou que ela fosse espancada com tacos, dizendo, com o volume de um pregoeiro público: "Sacrílega Áurea, não insulte os deuses e aqueles que governam o estado!". Mas ela disse: "Bem-aventurado o Senhor Jesus Cristo, a quem já posso ver!" Então Rômulo disse a seus assistentes: "Mantenha as chamas próximas a seus lados", e quando as chamas estavam queimando ela disse a Rômulo, feliz, com uma voz clara: "Homem infeliz! Você não tem vergonha de assistir? como meus membros estão sendo assados pelo fogo, quando você pensa em sua mãe? " Rômulo disse: "Sua infelicidade merece essas coisas. Porque você abandonou os deuses imortais e sua descendência real, e porque tem sido seu desejo ser contaminado com magia." Então ordenou que ela, meio queimada, fosse jogada de volta à prisão.
Após cinco dias, Rômulo ordenou que Áurea fosse trazida diante dele. Quando estava em pé na frente dele, se alegrou e disse: "Homem infeliz, por que você tem desperdiçado seus dias? Reconheça seu criador, Cristo, o Filho de Deus, e não adore pedras, bronze, prata ou ouro, mas adore o Senhor. Jesus Cristo, que foi crucificado, que ressuscitou do túmulo no terceiro dia e subiu ao céu, de onde virá para julgar os vivos e os mortos, e o mundo através do fogo". Rômulo respondeu: "Em um momento verá seu Cristo, em quem crê se não tiver sacrificado aos deuses". Áurea disse: "Homem bem falado, infeliz, e pela primeira vez a verdade veio da sua boca, quando você diz que não foi superado, se eu não tiver sacrificado aos demônios". Ele ordenou que suas mandíbulas fossem batidas com uma pedra por um longo tempo. Áurea gritou: "Glória a ti, Senhor Jesus Cristo, porque eu mereci ser chamada uma de tuas servas!" Rômulo disse: "Agora concentre-se em sua nobreza, adore os deuses, sacrifique e aceite um homem de acordo com sua descendência". Confiante e com voz clara, Áurea disse: "Eu tenho um homem, o Senhor do céu e da terra, Jesus Cristo, a quem você, homem infeliz, se recusou a conhecer. Em vez disso, você reconhece os demônios que encheram seu coração com loucura e raiva". Rômulo, enfurecido, ordenou que fosse desanimada pelo flagelo com bolas de chumbo, imediatamente, em sua presença. Mas quanto mais era espancada, mais se fortalecia. E ele sentenciou-a, ordenou que uma grande pedra fosse amarrada em volta do pescoço dela e que fosse jogada no mar. Seu corpo sagrado lavou em terra. Mas o abençoado Nono recolheu seu corpo e enterrou-a em sua propriedade, onde havia morado, fora dos muros e do portão de Óstia, em 24 de agosto.